# Saura
Saura és un prenom femení català.

## Origen
És l'aplicació onomàstica de la forma femenina de l'adjectiu saur, que significa groc fosc o castany i que ve del llatí tardà sauru. En català també ha donat lloc als cognoms Saura o Saure, Saurina i Sauró.

## Difusió
Aquest prenom fou força comú durant l'edat mitjana.
Variants: Saurina
Versions en altres idiomes:
- francès: Saure, Saurine
- italià: Saura; Sauro (versió masculina)
- occità: Saura, Saurina

## Biografies
- Prenom:
  - Saura de Mallorca, filla il·legítima del rei Sanç I de Mallorca i mare de Violant de Vilaragut, reina consort de Mallorca
  - Saurina d'Entença i de Montcada, noble catalana
- Cognom Saura:
  - Joan Saura i Laporta, polític català
  - Carlos Saura, director de cinema
  - Antonio Saura, pintor
  - Enrique Saura Gil, futbolista
  - Joaquim Saura i Falomir, escriptor català
  - Salvador Saura, dissenyador gràfic i editor català
  - Flora Saura, presentadora de televisió
  - Joan Miquel Saura Morell, noble menorquí
  - Luis Fernando Saura Martínez, jurista valencià
  - José Antonio Saura Rami, filòleg aragonès
  - Ricardo Mur Saura, escriptor aragonès
  - Josep Postius i Saura, fotoperiodista català
- Cognom Saurina:
  - Magdalena Aulina i Saurina, beata catalana

## Topònims
- Platja de Son Saura, platja de Menorca